# Bintumani
Bintumani (též Loma Mansa, 1945 m n. m.) je hora v pohoří Loma Mountains v západní Africe. Leží v Sieře Leone na území Severní provincie v distriktu Koinadugu. Je to nejvyšší hora Sierry Leone a celé západní Afriky. Do výšky asi 1500 m n. m. porůstá horu tropický deštný les, nad touto hranicí pak travnatá vegetace savanového typu. V místním pralese žijí rozmanité druhy zvířat, např. hrošík liberijský, krokodýl čelnatý, ketupa červenavá a mnoho druhů primátů.